# Aziza Mustafa Zadeh (album)
Az Aziza Mustafa Zadeh az azonos nevű azeri) zongorista, énekesnő és zeneszerző első nagylemeze. Megjelent 1991-ben. A felvétel Ludwigsburgban, Németországban készült.

## Számok
1. Quiet Alone – 3:31 (Vagif Mustafa Zadeh - Aziza Mustafa Zadeh) (YouTube)
2. Tea on the Carpet – 4:03 (Aziza Mustafa Zadeh)
3. Cemetery – 6:47 (Aziza Mustafa Zadeh)
4. Inspiration – 4:37 (Aziza Mustafa Zadeh) (YouTube)
5. Reflection – 4:07 (Aziza Mustafa Zadeh)
6. Oriental Fantasy – 11:16 (Aziza Mustafa Zadeh) (YouTube)
7. Blue Day – 4:16 (Aziza Mustafa Zadeh)
8. Character – 5:16 (Aziza Mustafa Zadeh)
9. Aziza's Dream – 4:50 (Aziza Mustafa Zadeh)
10. Chargah – 5:09 (Aziza Mustafa Zadeh)
11. My Ballad – 4:17 (Aziza Mustafa Zadeh)
12. I Cannot Sleep – 6:46 (Aziza Mustafa Zadeh)
13. Moment (short variation based on a theme by Michael Urbaniak) – 0:47 (Aziza Mustafa Zadeh)
14. Exprompt – 2:02 (Aziza Mustafa Zadeh)
15. Two Candles – 5:57 (Aziza Mustafa Zadeh)

## Előadó
- Aziza Mustafa Zadeh - zongora, ének